# سليمان الصنيع
سليمان بن عبد الرحمن الصَّنِيع (1323- 1389 هـ / 1905- 1969 م) عالمٌ سعودي، مُحدِّث مُسنِد، ومُحقِّق أديب، كان مديرًا لمكتبة الحرم المكي. كان له عناية بجمع الكتب ونوادر المخطوطات، وتحصيل الإجازات العامَّة والخاصة.

## نسبه ونشأته
هو سليمان بن عبد الرحمن بن محمد بن علي بن عبد الله بن حمد آل صَنِيْع (بفتح أوله وكسر ثانيه وسكون ثالثه)، يرجع إلى أسرة تقطن مدينة عُنيزة في القصيم، انتقل والدُه إلى مكة المكرمة في أواخر القرن الثالث عشر الهجري. فهو مكيٌّ مولدًا ومنشأً ووفاةً.
وُلد سليمان بمكة عام 1323هـ/ 1905م، ونشأ في حِجر والده، فأدخله الكُتَّاب في مسجد الجُوْدَرِيَّة، وتعلَّم فيه القرآن ومبادئ الكتابة والقراءة، ثم ألحقه بالمدرسة الرشيدية؛ فدرس فيها سنتين، ثم التحقَ بمدرسة تحسين الخطوط، ومعرفة الحساب التجاري. وصار يتردَّد إلى علماء الحرم المكي، واجتمع بكثيرٍ من العلماء الوافدين إلى مكة المكرمة من الهند ومصرَ والشام واليمن وغيرها؛ فباحثهم واستفاد منهم، وأجازه كثيرٌ منهم مع انكبابه على المطالعة والبحث وإدمان القراءة والمراجعة.
وكان آيةً في معرفة أسماء الكتب والمؤلِّفين والمخطوطات ومحالِّها، والمطبوعات وأنواع طباعتها، وجيِّدها ورديئها، وكل كتاب وما يختصُّ به العلم والبحث، وأصله الذي اختُصر منه، والشرح والحواشي التي وُضعَت عليه، إلى غير ذلك إحاطة تامَّة.

## مشايخه

### شيوخ الطلب
أخذ عن الشيخ أحمد الهرساني النحو ومصطلح الحديث، وسمع درسه في صحيح البخاري. وأخذ عن الشيخ حبيب الله الشنقيطي في الحديث، وعن مُفتي الحنابلة الشيخ عبد الله بن علي بن حميد. وقرأ على رئيس القضاة الشيخ عبد الله بن حسن بن حسين آل الشيخ في العقيدة الواسطية، وثلاثة الأصول، وكشف الشبهات. ثم اتصل بالشيخ محمد بن عبد الرزاق حمزة ولازمه ملازمةً تامَّة؛ فقرأ عليه في الصحيحين قراءةَ بحثٍ وتحقيقٍ في المسجد الحرام وغيرهم.

### شيوخ الإجازة
بلغ عددُ إجازاته من الشيوخ 41 إجازةً، وهذه الإجازات على كثرتها ليست كلَّ ما أُجيز به، فإن مَن لازمهم وأخذ عنهم كثيرون جدًّا، وقد ذكرهم في ثبَت مروِّياته المسمَّى: الثبت العالي الرفيع في إسناد أهل العلم والتوقيع. وأول إجازة حصل عليها كان عمره 28 سنة، وهي من الشيخ عبد الستار الدِّهلوي. وعندما وصل إلى 35 من عمره بلغ عددُ إجازاته 40 إجازة من شيوخ يرجعون إلى بلدان شتَّى.

## مناصبه
عُيِّن الصَّنِيع وكيلًا لرئيس جماعة الأمر بالمعروف والنهي عن المنكر بمكة المكرمة، وكان أول تعيينه عضوًا في هذه الجمعية عام 1346هـ. وكان عضوًا فخريًّا في لجنة مدرسة دار الحديث بمكة إلى وفاته. وعمل مديرًا لمكتبة الحرم المكي الشريف من عام 1369هـ إلى عام 1387هـ. واختير عضوًا في مجلس الشورى السعودي حتى وفاته.

## نتاجه العلمي
على مكانته العلمية الرفيعة كان مُقلًّا من التأليف، وربما شغلته مهماته وأعماله الرسمية والتطوُّعية عن التأليف والتحقيق.

### تحقيقاته
1. الباهر في زُوَّار المقابر، لابن تيمية، بالاشتراك مع عبد الرحمن المُعلِّمي اليماني.
2. مجموعة رسائل ثلاث: فيمن نطق بالشهادتين، وفي رؤية الهلال لابن تيمية، وفي رؤية الهلال لابن رجب.
3. نقض المنطق، لابن تيمية، بالاشتراك مع محمد عبد الرزاق حمزة.

### مؤلفاته
1. الثبَت العالي الرفيع في إسناد أهل العلم والتوقيع.
2. تعاليق وتخاريج وتنبيهات على كتب الحديث، لم يطبع.
3. التنبيه المُسدَّد الأحمد لما وقعَ من الأغلاط في مسائل أبي داودَ للإمام أحمد من النُّساخ والطابعين، مفقود.

### منسوخاته
ولإتقانه المبكِّر للخطِّ العربي، وإجادته لكثير من أنواعه، اعتنى بنسخ الكتب والمخطوطات، ومما نسخه منها:
1. ثلاث نسخ من كتاب أسماء جبال تهامة وسكانها، لعَرَّام بن الأَصْبَغ السُّلَمي.
2. مسند الأثبات الشهيرة، لأبي بكر بن محمد خوقير.
3. النكت على عُمدة الأحكام، للزركشي.
4. ثمرات النظر في علوم الأثر، لمحمد بن إسماعيل الأمير لصَّنعاني.
5. إسبال المطر على قصَب السُّكَّر في نظم نخبة الفِكَر، للأمير الصنعاني.

## شهادات عارفيه
- أثنى عليه شيخه عبد الستار الدِّهلوي في إجازته له، بقوله: «الفاضل الشهير الذِّكر، والشاب الجليل القدر».
- ووصفه شيخه عمر بن حمدان المحرسي في إجازته له، بقوله: «الأديب الحائز من العلم والأدب أوفر نصيب».
- وقال عنه شيخه محمد راغب الطباخ في إجازته له: «العالم الجليل، والفاضل النبيل».
- وأفاض الشيخ عبدالله آل بسَّام في ترجمته له، في الثناء عليه وعلى معرفته بالكتب، فقال: «كان آيةً في معرفة أسماء الكتب والمؤلِّفين والمخطوطات ومحالِّها، والمطبوعات وأنواع طباعتها، وجيِّدها ورديئها، وكل كتاب وما يختصُّ به العلم والبحث وأصله الذي اختُصر منه، والشرح والحواشي التي وُضعَت عليه، إلى غير ذلك إحاطة تامَّة».[3]

## مآل مكتبته
خلَّف مكتبة ضخمة نفيسة تحتوي على نوادر الكتب والمراجع؛ مطبوعها ومخطوطها، وقد عُني بها عناية كبيرة؛ بانتقاء أحسن الطبَعات. وبعد وفاته بسنتين تقريبًا، آلت مكتبته إلى مكتبة جامعة الملك سعود بالرياض شراءً، ووُزِّعت كتبها على أقسام المكتبة بحسَب موضوعاتها المختلفة، وأُدرجت في فهارسها.

## كتب عنه
- الثمر الينيع في إجازات الصنيع، لصالح بن سليمان الحجي، مركز الملك فيصل للدراسات والبحوث الإسلامية، 1431هـ / 2010م، 589 صفحة.
- الجانب العلمي في سيرة الشيخ سليمان الصنيع، لصالح بن سليمان الحجي، مكتبة العبيكان، 2017م.

## وفاته
توفي سليمان الصَّنِيع في مكة المكرمة، يوم الأربعاء 20 صفر 1389هـ الموافق 6 مايو (أيار) 1969م، عن ستة وستين عامًا، ودُفن في مقبرة المعلاة.